# Фейгин, Сэмюэл Исаак
Фейгин Сэмюэл Исаак (англ. Feigin Samuel Isaac; 13 мая 1893, Кричев, Могилёвская губерния — 3 января 1950, Чикаго) — американский востоковед, семитолог, деятель сионистского движения. Писал на английском языке и идише. Автор научных работ о Танахе, восточных языках, связях древнееврейской и вавилонской цивилизаций.

## Биография
Сын Нохема-Йосефа Фейгина и Нехамы-Хени Брискиной. В 1912 году эмигрировал в Эрец-Исраэль. Учился в Еврейском учительском институте в Иерусалиме.
Во время Первой мировой войны сражался в турецкой армии.
С 1920 года — в США. Изучал семитологию в Йельском университете, который окончил в 1923 году со степенью доктора философии. В 1923—1930 годах преподавал иврит в Еврейском учительском колледже Питсбурга. В 1932 году был зачислен в штат Восточного института Чикагского университета. С 1934 года — преподаватель еврейской истории на кафедре еврейской литературы Чикагского университета.

### Научные труды
- «Some cases of adoption in Israel» (1931)
- «Ḫum-Ḫum» (1935)
- «The captives in cuneiform inscriptions» (1934)
- «The date of the Last Supper» (1943)
- «Mi-sitre he-ʻavar : meḥḳarim be-Miḳra uve-hisṭoryah ʻatiḳah» (1943)
- «Haggarim, the castrated one» (1948)
- «Men of letters, scholars, and writers» (1950)
- «Anshe sefer : ḥoḳrim ṿe-sofrim» (1950)
- «Secrets of the Past»